# 闾丘晓
閭丘曉（？—757年？），复姓閭丘，唐朝官员，任濠州刺史。

## 生平
曾官濠州刺史。安禄山起兵反唐，龙标县尉王昌龄返鄉看望家人，卻被闾丘晓所杀。757年，閭丘曉在譙郡，因延誤軍機，導致張巡陣亡。張鎬率軍趕到時，睢陽已陷落三天。张镐按军律杀之。曉臨刑之際，以家中有親人待養為由向張鎬求饒，张镐答：“王昌龄之亲欲与谁养乎？”曉慚愧，無言以對。